# 契約更改
契約更改（けいやくこうかい）は、プロスポーツ選手のチームや企業などとの所属契約が一定期間経過して切れる時に、改めて所属先と契約を交わすことをいう。一般にプロ野球やプロレスに関して用いられる言葉である。なお、日常用語で用いられるプロ野球選手の「契約更改」といった契約の更新は民法上の更改とは概念が異なる。

## 日本のプロ野球の場合
シーズン終了後に、所属球団と選手が翌年の選手契約に関して協議することを示す。同時に、契約の調印・保留といった内容を球団やマスコミを通じて公表する。特に、主力選手の場合は、契約に関して記者会見を行うのが通例となっている。選手は球団の社員ではなく個人事業主となっており、球団とは雇用契約ではなく業務契約を行う。よって自ら確定申告を行わなければならない。これを怠って脱税等が発覚した場合、球団から自由契約を言い渡される恐れがある。
一軍選手の交渉は11月上旬頃から、主に球団事務所で行われる。大物と呼ばれる選手は年末近くになるが、事前の下交渉によって合意に至っている場合が多い。また、フリーエージェント（FA）権を取得・保持している選手にはFA宣言期間より先に残留交渉が行われることがほとんどである。一軍に先立って行われる二軍選手は実際には、ほとんど交渉の余地がなく、球団からの金額提示と選手の署名･捺印が流れ作業的に行われる。
契約更改においては野球協約上の減額制限（元の年俸が1億円以下は25％、元の年俸が1億円を超える場合は40％）があり、減額制限を超える減俸を行う場合は戦力外通告と同じ期間内に選手の同意を得る必要がある。減額制限を超える減俸を提示して選手が同意しなかった場合、球団は選手に対する保有権を放棄しなければならず、選手は自由契約となって、どの球団とも自由に契約を締結することができる。
交渉には球団側から代表等の他に査定係が出席し、選手側は代理人を立てる場合がある（代理人交渉制度）。査定係は全試合における選手の働きをポイント化して年俸に反映させていることから「科学的な査定」といわれる。ポイントは出場試合数やイニング数、送りバントやリリーフの成否など、あらゆる範囲に及び、また試合の勝敗によっても増減され、さらに球団の経営状況にも左右される。ポイントの計算方法は球団ごとに異なり、同程度の成績であっても年俸額が大きく異なることはありうる。
多くの選手は契約年数を1年とする契約を結ぶが、主力選手においては、球団は選手の残留目的で、選手は成績に関わらず一定の年俸が保証されることから複数年契約を結ぶ場合がある。ただし、毎年NPBに対して1年契約で統一契約書を提出する義務があるため、契約更改は複数年契約中でも毎年行われる。また一定以上の成績を残した場合に年俸を上積みするインセンティブ（出来高払い）契約を結ぶケースもある。
契約更改後、記者会見で、取り交わされた契約の内容について質疑応答をすることが通例となっている。選手より契約内容や年俸金額が公表される場合もあるが、基本的には記者が質疑応答の内容から共同で推測し年俸は推定金額として発表される。だが大きく外れることは少なく、実額と同じであることも多いという。なお、プロ野球以外のスポーツ選手においては、マスコミへの契約内容の公表や、契約に関する記者会見を行うことはほとんど無い。
中には、提示された金額に納得がいかず、契約更改を保留する選手も見受けられる。2回目以降の交渉になると、保留した金額より若干上積みされていることが多いという。また、これを巡って選手が法的措置に乗り出す例もある。近年は保留する理由として、交渉時の球団関係者の態度を挙げる選手や、決められた交渉日程を急遽変更したことを挙げる選手などもいる。また、契約更改の場にもかかわらず印章持参を忘れてしまい保留した選手もいる。
契約更改に至らない場合は年俸調停委員会に調停を申請することができる（参稼報酬調停）。委員会の決定は変更することができず、選手が契約を拒否した場合は任意引退扱いとなる。その場合、元の球団が保有権を有するため、他球団と契約することはできない。アルフォンソ・ソリアーノは、広島東洋カープとの年俸調停の決定を拒否したため任意引退となったが、その後ニューヨーク・ヤンキースがソリアーノの保有権を310万ドルで広島から購入して契約した。
2月1日までに契約更改ができない場合は自費での春季キャンプ参加を強いられるが、自費分は契約成立後に返還されることがある。
また1990年代に入ってから代理人交渉や複数年契約など旧来では考えられなかったような仕組みが選手側の要望によって誕生している。
契約更改は冬場に行われるため、スポーツ紙では時期になぞらえて表現することがある（保留などによって年をまたぐ交渉となった時の「越冬」、極度の減額の「厳冬」、増額や少量の減額の「暖冬」等）。また、契約更改のことを「銭闘」と表現することがある。
実際、契約更改を巡っては、過去に様々な言葉が生まれている。下記にていくつかの事例を示す。
- 「礼儀の部分が改まらないと絶対サインしない」[6]、「携帯電話会社と同じですよ。新規加入の人には優しくて既存の人にはそのまま」[7]

杉内俊哉。いずれの発言も、ソフトバンク在籍時の2010年のオフの契約更改にて、提示額及び球団担当者側の態度（球団側が交渉の席に録音機を設置したこと）に対して不信感を抱いて保留した際の言葉。これが一因となり、翌2011年オフにFA宣言をして、巨人へと移籍した。
- 「誠意は言葉ではなく金額」[6]

福留孝介。中日在籍時の2007年のオフの契約更改にて、提示額に不満を抱いて保留した際の言葉。
このように、日本の野球においては、長年にわたり（提示金額などへの不満を理由に）保留する選手が少なからず存在しており、一例として、2011年オフは22人、2012年オフは19人の選手が保留をしている。しかし2010年代になってからは、契約更改の前に「下交渉」をすることが多くなったことや、査定方法がより細かくなったことなどから、保留する選手がほとんど現れなくなった（基本的に「一発サイン」をするようになった）とのことである。

## 日本のプロレスの場合
プロレスにおいては、団体と選手の契約が年単位であることが多く、新日本プロレスでは年明け最初のシリーズを終えた後に契約更改が行われる。この契約更改を行うことで、団体に残留するという意思表示となる。